# Òxid de manganès(II)
L'òxid de manganès(II) és un compost inorgànic de fórmula MnO. Forma cristalls verds i és inodor. És l'òxid iònic més simple i, malgrat ser classificat com a base molt forta, quan es troba dissolt no és corrosiu i no afecta la pell. Es pot trobar de manera natural formant el mineral conegut com a manganosita.

## Propietats químiques
Com molts altres mono-òxids, l'òxid de manganès(II) adopta l'estructura de l'halita, on els cations i anions es troben coordinats octaèdricament. De la mateixa manera, com molts òxids, l'òxid de manganès (II) és sovint no-estequiomètric i, per tant, la seva composició pot variar entre MnO i MnO1,045. Per sota dels 118 K, l'òxid de manganès(II) és antiferromagnètic. El MnO és un dels primers compostos dels quals es va determinar l'estructura magnètica a partir de la difracció de neutrons l'any 1951. L'estudi mostrà que els ions Mn2+ formen una subxarxa magnètica cúbica centrada en les cares.

## Preparació
El MnO pot preparar-se per la reducció de qualsevol òxid superior amb hidrogen. Per exemple:
- 1/2MnO + H₂ → MnO + H₂O

Comercialment es prepara per reducció del MnO₂ amb hidrogen, monòxid de carboni o metà:
- MnO₂ + CO + CO₂ → MnO

De la mateixa manera, es pot sintetitzar per l'escalfament de MnCO₃:
- MnCO₃ → MnO + CO₂

Aquest procés de calcinació es duu a terme anaeròbicament per evitar la formació de Mn₂O₃.